# Sainte-marie-la-blanche (IGP)
Le sainte-marie-la-blanche, anciennement vin de Pays de Sainte-marie-la-blanche, est un vin français d'indication géographique protégée de zone, produit dans les départements de la Côte-d'Or et de Saône-et-Loire.

## Histoire
De nombreux documents attestent la présence d'un vignoble important dans cette zone au XIXe siècle. 
En 1919, des documents attestent que dans la commune de Corcelles-les-Arts, 60 hectares étaient plantés en Bourgogne et 14 hectares en Corcelles gamay.

## Géographie

### Aire de l'IGP

#### Zone principale

##### Les communes de la Côte-d'Or
18 communes sont concernées dans la Côte-d'Or : Argilly, Auvillars-sur-Saône, Bonnencontre, Broin, Chevigny-en-Valière, Combertault, Corberon, Corcelles-les-Arts, Ébaty, Levernois, Marigny-lès-Reullée, Merceuil, Meursanges, Montagny-lès-Beaune, Ruffey-les-Beaune, Sainte-Marie-la-Blanche, Tailly et Villy-le-Moutier.

##### Les communes de Saône-et-Loire
Une seule commune est concernée en Saône-et-Loire : Saint-Loup-Géanges. La commune n'est concernée que dans sa partie située au Nord de la Dheune.

#### Zone de proximité immédiate

##### Les cantons de la Côte-d'Or
Les communes de 10 cantons sont concernées dans la Côte-d'Or : le canton d'Arnay-le-Duc, le canton de Beaune-Nord, le canton de Beaune-Sud, le canton de Bligny-sur-Ouche, le canton de Liernais, le canton de Nolay, le canton de Nuits-Saint-Georges, le canton de Pouilly-en-Auxois, le canton de Saint-Jean-de-Losne et le canton de Seurre.  Ces cantons composent l'Arrondissement de Beaune.

##### Les cantons de Saône-et-Loire
Les communes de 15 cantons sont concernées en Saône-et-Loire : le canton de Buxy, le canton de Chagny, le canton de Chalon-sur-Saône-Centre, le canton de Chalon-sur-Saône-Nord, le canton de Chalon-sur-Saône-Ouest, le canton de Chalon-sur-Saône-Sud, le canton de Givry, le canton de Mont-Saint-Vincent, le canton de Montceau-les-Mines-Nord, le canton de Montceau-les-Mines-Sud, le canton de Montchanin, le canton de Saint-Germain-du-Plain, le canton de Saint-Martin-en-Bresse, le canton de Sennecey-le-Grand et canton de Verdun-sur-le-Doubs. Ces cantons composent l'Arrondissement de Chalon-sur-Saône.

### Orographie et géologie
Le substrat géologique est essentiellement constitué d'argile et de sable datant du Pliocène. 
Cette zone se caractérise par de nombreuses vallées, creusées par des cours d'eau qui ont érodé la roche et déposé des alluvions argileux. 
Les sols sont surtout argilo-limoneux, d'une assez grande profondeur et se caractérisent parfois par leur caractère hydromorphe.

### Climat
Le climat dominant dans la zone est un climat de type océanique, qui connait cependant des influences continentales et méridionales. Avec une moyenne annuelle de 750 mm, la pluviométrie est régulière et modérée. Quant aux températures, la moyenne annuelle est de 10,5 °C. 
Du fait de sa situation, cette zone possède la caractéristique d'être un abri climatique. En effet, le massif du Morvan et les plateaux de Bourgogne à l'Ouest la protègent en partie des influences océaniques, d'où des températures plus clémentes et une pluviométrie moins importante que dans l'ensemble de la région.

## Vignoble

### Encépagement

#### Cépages pour les vins rouges et rosés
Les variétés utilisées sont : le gamay N, le pinot gris G et le pinot noir N.

#### Cépages pour les vins blancs
Les variétés utilisées sont : l'aligoté B, l'auxerrois B, le chardonnay B, le melon B, le pinot blanc B et le pinot gris G.

### Types de vin
Il existe 6 labellisations différentes :
- Sainte-Marie-la-Blanche blanc[1]
- Sainte-Marie-la-Blanche rosé[2]
- Sainte-Marie-la-Blanche rouge[3]
- Sainte-Marie-la-Blanche primeur ou nouveau blanc[4]
- Sainte-Marie-la-Blanche primeur ou nouveau rosé[5]
- Sainte-Marie-la-Blanche primeur ou nouveau rouge[6]